# Michaël D’Almeida
Michaël D’Almeida (ur. 3 września 1987 w Évry) – francuski kolarz torowy, wicemistrz olimpijski, wielokrotny medalista mistrzostw świata oraz dwukrotny wicemistrz Europy.

## Kariera
Pierwsze sukcesy w karierze Michaël D’Almeida osiągał w 2005 roku, kiedy wspólnie z kolegami z reprezentacji zdobył złoty medal mistrzostw Europy juniorów w sprincie drużynowym i srebrny w tej samej konkurencji na mistrzostwach świata juniorów. Na rozgrywanych trzy lata później mistrzostwach świata w Manchesterze zdobył srebrny medal w wyścigu na 1 km, przegrywając tylko z Teunem Mulderem z Holandii. Kolejne dwa medale zdobył podczas mistrzostw świata w Kopenhadze w 2010 roku. Francuzi w składzie: Grégory Baugé, Michaël D’Almeida i Kevin Sireau zajęli drugie miejsce w sprincie drużynowym, a indywidualnie D’Almeida ponownie został wicemistrzem świata na 1 km. Wyniki z 2010 roku Francuz powtórzył na rozgrywanych w 2012 roku mistrzostwach świata w Melbourne. Parę miesięcy później wystąpił na igrzyskach olimpijskich w Londynie, gdzie razem z Baugé i Sireau ponownie był drugi w sprincie drużynowym. Wspólnie z Julienem Palmą i François Pervisem zdobył również brązowy medal w tej konkurencji podczas mistrzostw świata w Mińsku w 2013 roku. Wynik ten powtórzył na rozgrywanych w 2014 roku mistrzostwach świata w Cali. Ponadto na mistrzostwach Europy w Pruszkowie w 2010 roku i mistrzostwach Europy w Apeldoorn w 2013 roku drużyna francuska z D'Almeidą w składzie zdobyła srebrny medal.